# Puccinia dichondrae
Puccinia dichondrae är en svampart som beskrevs av Mont. 1852. Puccinia dichondrae ingår i släktet Puccinia och familjen Pucciniaceae.   Inga underarter finns listade i Catalogue of Life.